# سیئستا ایکرز (تگزاس)
سیئستا ایکرز (به انگلیسی: Siesta Acres) یک منطقهٔ مسکونی در ایالات متحده آمریکا است که در تگزاس واقع شده‌است. سیئستا ایکرز ۱٬۸۸۵ نفر جمعیت دارد و ۲۳۴٫۰۹ متر بالاتر از سطح دریا واقع شده‌است.